# Archidendron novo-guineense
Archidendron novo-guineense är en ärtväxtart som först beskrevs av Elmer Drew Merrill och Lily May Perry, och fick sitt nu gällande namn av Ivan Christian Nielsen. Archidendron novo-guineense ingår i släktet Archidendron och familjen ärtväxter. Inga underarter finns listade i Catalogue of Life.